# Morell d'ulls grocs
El morell d'ulls grocs (Bucephala clangula) és un ànec marí de mida mitjana del gènere Bucephala.

## Descripció
Els mascles adults fan de 45–52 cm de llargada i pesen de 888 a 1.400 grams mentre que les femelles fan de 40-50 cm i pesen de 500 a 1.182 grams. Té una envergadura de 77–83 cm. L'espècie rep el nom pel color groc daurat dels ulls. Els mascles adults tenen el cap fosc amb una brillantor verdosa i una taca circular blanca sota l'ull, l'esquena fosca i el coll i el ventre blancs. Les femelles adultes tenen el cap marró i el cos majoritàriament gris. Les cames i peus són de color groc ataronjat.
La subespècie B. c. americana té un bec més llarg i gruixut que el nominal B. c. clangula.

## Distribució i hàbitat
L'hàbitat de reproducció és la taigà. Es troben als llacs i rius dels boscos boreals del Canadà i el nord dels Estats Units, Escòcia, Escandinàvia, els estats bàltics i el nord de Rússia. Són migratoris i la majoria hivernen en aigües costaneres protegides o aigües interiors obertes a latituds més temperades. Naturalment, fan el niu a les cavitats de grans arbres on tornen any rere any, encara que també poden utilitzar caixes niu.

## Comportament

### Ecologia
La major part d'aquesta espècie és plenament migratòria encara que només pot recórrer distàncies curtes, i algunes poblacions del nord-oest d'Europa també poden ser sedentàries. L'espècie es reprodueix a partir d'abril en parelles solitàries, després de les quals realitza breus migracions de muda cap al nord cap a zones costaneres, grans llacs i rius per experimentar un període de muda sense vol de 3-4 setmanes (els mascles surten per aquesta muda migrant primer i les femelles encara incuben). Els grups de muda són habituals durant aquest període, els mascles arriben a aquestes grups a principis de juny i el nombre assoleix el màxim a finals d'agost quan arriben les femelles adultes. La migració de tardor cap al sud comença a finals d'agost i la majoria arriba als quarters d'hivern a principis de desembre. Les femelles tendeixen a migrar més lluny que els mascles i els juvenils migren més que els adults. La migració de retorn a les zones de reproducció es produeix ja a mitjans de febrer, l'espècie fa que l'arribada coincideixi amb el desglaç i l'aparició d'aigües obertes. Els no reproductors també poden estiuejar durant l'hivern. L'espècie és gregària fora de l'època de reproducció generalment observada en petits grups dispersos o en petits estols durant la migració. Diversos centenars d'individus poden dormir junts i grans estols sovint s'apleguen per alimentar-se als emissaris d'aigües residuals durant l'hivern, tot i que l'espècie rarament es troba en estols molt grans.

### Criança
Les cavitats dels arbres naturals escollides per als llocs de niu inclouen les fetes per branques trencades i les fetes per picots grossos, específicament el picot negre. La mida mitjana dels ous és d'una amplada de 42,6–44,0 mm, una longitud de 58,1–60,6 mm i un pes de 61,2–66,6 g. El període d'incubació oscil·la entre 28 i 32 dies. La femella fa tota la incubació i és abandonada pel mascle entre 1 i 2 setmanes després. Les cries romanen al niu unes 24-36 hores. El parasitisme de posta és bastant comú amb altres exemplars de la mateixa espècie, i es produeix amb menys freqüència amb altres espècies d'ànecs. Les cries comencen a barrejar-se amb les d'altres femelles a mesura que es tornen més independents o són abandonades per les mares. Se sap que les cries poden ser mortes per altres mares, calàbries grosses i cabussons grisos. Els joves són capaços de volar als 55-65 dies d'edat.

### Alimentació
El morell d'ulls grocs és un ocell submarinista que s'alimenten sota l'aigua. Durant tot l'any, al voltant del 32% de les preses són crustacis, el 28% són insectes aquàtics i el 10% són mol·luscs. Els insectes són la presa predominant mentre que la nidificació i els crustacis són la presa predominant durant la migració i l'hivern. En l'àmbit local, els ous de peix i les plantes aquàtiques poden ser aliments importants.

## Depredadors
Poden ser preses de falcons, mussols i àguiles i, més concretament, les femelles i les cries han estat depredades per óssos (Ursus spp.), diverses mosteles (Mustela spp.), visó (Mustela vison), mapaches (Procyon lotor) i fins i tot picots escapulat oriental (Colaptes auratus) i esquirols vermells americans (Tamiasciurus hudsonicus).

## Taxonomia
El morell d'ulls grocs va ser descrit formalment l'any 1758 pel naturalista suec Carl Linnaeus en la desena edició de la seva Systema Naturae sota el nom binomial Anas clangula. Linné va especificar la ubicació tipus com a Europa, però el 1761 va restringir-la a Suècia. El morell d'ulls grocs és ara una de les tres espècies col·locades en el gènere Bucephala que va ser introduïda el 1858 pel naturalista nord-americà Spencer Baird. El nom del gènere prové del grec antic «oukephalos» que significa “cap de toro” o “cap gros”. L'epítet específic prové del llatí «clangere» que significa “ressonar”.
Segons el Congrés Ornitològic Internacional (IOC) es reconeixen dues subespècies:
- B. c. clangula (Linnaeus, 1758) - subàrtic des d'Escòcia i Escandinàvia fins a Sakhalin i la península de Kamtxatka (sud-est de Rússia), al sud passant pel nord de Kazakhstan, nord de Mongòlia i Heilongjiang (nord-est de la Xina).
- B. c. americana (Bonaparte, 1838) - subàrtic des de l'oest d'Alaska continental fins a Labrador i Nova Brunswick, al sud fins al nord dels EUA.